# Kanton Couches
Couches is een voormalig kanton van het Franse departement Saône-et-Loire. Het kanton maakte deel uit van het arrondissement Autun. Het werd opgeheven bij decreet van 18 februari 2014, met uitwerking op 22 maart 2015.

## Gemeenten
Het kanton Couches omvatte de volgende gemeenten:
- Cheilly-lès-Maranges
- Couches (hoofdplaats)
- Dezize-lès-Maranges
- Dracy-lès-Couches
- Essertenne
- Paris-l'Hôpital
- Perreuil
- Saint-Émiland
- Saint-Jean-de-Trézy
- Saint-Martin-de-Commune
- Saint-Maurice-lès-Couches
- Saint-Pierre-de-Varennes
- Saint-Sernin-du-Plain
- Sampigny-lès-Maranges